# Eupogonius wickhami
Eupogonius wickhami là một loài bọ cánh cứng trong họ Cerambycidae.